# あゝ!一軒家プロレス
『あゝ!一軒家プロレス』(ああ！いっけんやプロレス)は、2004年に公開された映画。
橋本真也とソニンの映画初主演作であり、ソフト・オン・デマンドの劇場映画製作第1弾作品である。この項目では同じくソフト・オン・デマンドが関わった同名のプロレス大会についても記述する。

## 概要
- 念願のマイホームを新築したプロレスラーの、新築マイホームと家族を守る壮絶な闘いを描く。
- ソフト・オン・デマンドが5億円の総費用で自主製作の形で撮影したが、上映劇場をいっさい決めずに企画をスタートさせ、撮影は秘密にて行われ、のちにTVのスポットCMによって公募した逸話がある。この前代未聞の無謀な試みが逆に話題となった。

## 作品にまつわるエピソード
- テリー伊藤の思いつきで冒頭の一軒家を間違った火薬量で爆発させてしまい、主演の橋本は腕に火傷を負った。
- アクション監督をチン・シウトンへオファーしたところ5000万円のギャラを要求されたので谷垣健治が務めることになった。
- 橋本真也をワイヤーで吊るす際に作った特注ハーネスはその後、サモ・ハン・キンポーが香港映画『SPL 狼よ静かに死ね』で使用した。
- 劇場公開前に発売されたサイゾーでは3ページに渡る関係者座談会が開かれ、本作の宣伝を担当していた叶井俊太郎とジャンクハンター吉田の2人も加わり、ソフト・オン・デマンド公認でSODや高橋がなりバッシングが繰り広げられる異質な展開が掲載された。
- 橋本真也は現場で大幅な遅刻が多かったので高橋がなりは「人間的にもプロレスラーとは社会性がない人種なんだ」とガッカリさせられたという。
- テレビCMには2億円をかけた。
- ディレクターズカットVer.は130～140分ほどの長尺であり、橋本vsペタスの戦いが長かったりと随所において違いがある。
- キャスティングを担当した会社社長がギャラを持ち逃げしたことにより、主演の橋本とソニン以外は正当なギャラが支払われていない。
- 原型は1995年にビデオ安売王から発売されたビデオ作品『IWA JAPANプロレス 一軒家！ 家庭内暴力デスマッチ』。テリー伊藤、高橋がなりが制作にかかわっている。制作著作は東京計画。製作はSt.ピーターズ・バーグ。

## 出演
- 橋本真也
- ソニン
- 粟田麗
- 葛西純
- 柳浩太郎
- 坂本真
- 金剛地武志
- 佐野史郎
- ニコラス・ペタス
- 浅草キッド
- 藤原喜明
- 木村孝蔵
- 菅田俊
- 中村浩二
- 高山謙二（橋本のスタンドインも兼務）
- 伊藤克信
- ザ・プレデター
- 堀之内九一郎
- 大谷晋二郎
- エイプリル・ハンター

## スタッフ
- 製作：ソフト・オン・デマンド
- 企画・製作者：高橋がなり
- 総合プロデューサー：上村俊介
- ライン・プロデューサー：小河原修
- 原作・監督：久保直樹
- 原案・総合演出：テリー伊藤
- アクション監督：谷垣健治
- 脚本：橋本以蔵、久保直樹
- 音楽：山崎燿
- 制作プロダクション：ディープサイド

## 一軒家プロレスin後楽園ホール
正式大会名は「ソフト・オン・デマンドプレゼンツ 一軒家プロレス 総建築費3000万小鹿邸争奪デスマッチ」。映画公開1年前となる2003年8月21日、後楽園ホールに2階建て一軒家を実際に建設し、屋内で戦うプロレス興行。協力は大日本プロレス。一軒家の各部屋の中で闘い、勝者チームは部屋を強奪、もしくは防衛というルール。部屋内のアイテムはすべて公認凶器となり、当然守り切ったとしても部屋内は破壊される。スクランブルバンクハウス“キッチン”デスマッチ、“個室トイレ”素手殴り捲くりチェーンデスマッチ、家庭内暴力 高低差タッグデスマッチの3試合が行われた。同年に『高橋がなりプロデュース 一軒家プロレスin後楽園ホール』の題でVHSソフト化。2016年発売のDVD『HARDER THAN HARD CORE メインイベンツ 1 これが一軒家破壊プロレスだ！』（日本メディアサプライ）にも収録。媒体によってはこちらが映画の原案、モデルとされることもある（ただし映画で原案表記のテリー伊藤は関わっていない）。